# Esteplatz-Viertel

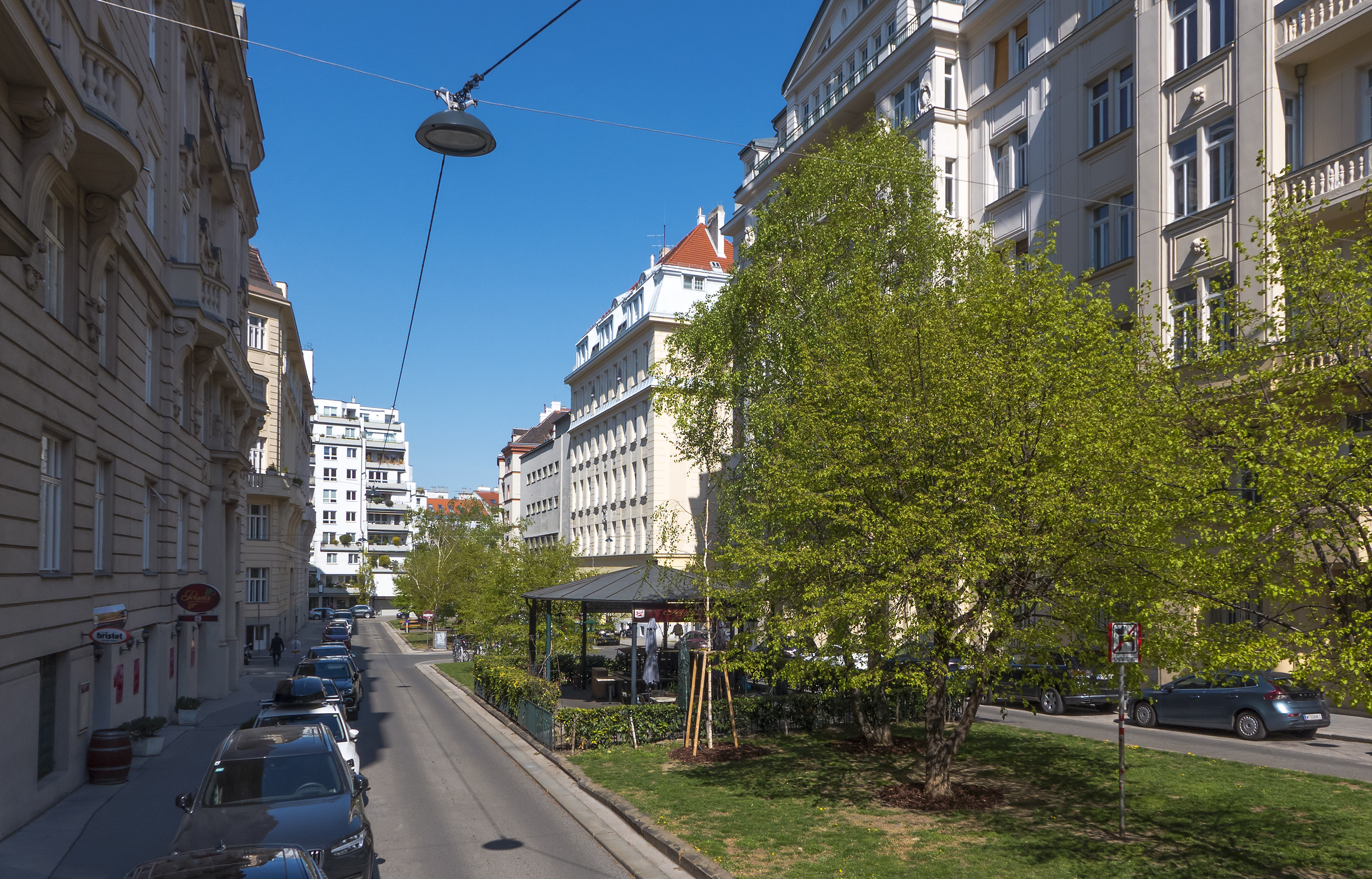
Der Esteplatz

Das Viertel um den Esteplatz befindet sich im 3. Wiener Gemeindebezirk Landstraße. Der Platz wurde kurz vor dem Ersten Weltkrieg an der Stelle von Gärten angelegt und 1912 nach Franz Ferdinand von Österreich-Este, dem damaligen Thronfolger, benannt. Gleichzeitig wurde die Weyrgasse (ursprünglich Estegasse) angelegt, die zwischen Landstraßer Hauptstraße und Marxergasse verläuft. Der Durchstich erfolgte beim Haus Landstraßer Hauptstraße 25, diese Hausnummer fehlt seither. Das Ensemble setzt sich teilweise auch in den Quergassen (Geusaugasse, Uchatiusgasse und Czapkagasse) fort, die zur selben Zeit zum neu entstandenen Platz verlängert wurden. Weiters wäre noch die Verbauung der Gärten der Palais Sylva-Tarouca und Salm vorgesehen gewesen, dies kam aber nicht mehr zur Ausführung, diese Gärten bestehen bis heute. Sowohl die Geusaugasse als auch die Salmgasse, die einander dort gekreuzt hätten, bestehen daher aus jeweils zwei unverbundenen Teilen.
Die Bauten sind für ein großbürgerliches Publikum gebaut worden und weisen einen hohen Prestigewert auf. Sie zeigen mit ihren secessionistischen und neoklassizistischen Einflüssen die letzte Phase des Späthistorismus an, die schon zur Architektur der 1920er-Jahre überleitet. Auch sind die Häuser bereits durchgängig mit Eisenbeton ausgeführt. Großen Wert wurde auf die elegante Ausführung der Foyers und Stiegenhäuser gelegt, die oft kunstvolle Glasfenster aufweisen.
Zur Marxergasse hin gibt es am Esteplatz und in der Weyrgasse Bauten, die nicht zu diesem Ensemble gehören, insbesondere das 1930 von Eugen Kastner und Fritz Waage erbaute Umspannwerk Weißgerber (Esteplatz 1).
Das gesamte hier beschriebene Ensemble (auch die hier erwähnten Bauten aus der Zwischenkriegszeit) ist ein Teil der von der Stadt Wien definierten baulichen Schutzzone Landstraße.

## Esteplatz
Durch seine längsrechteckige Form bildet der Esteplatz eine boulevardartige Verbreiterung der Weyrgasse. Mit Ausnahme des nordöstlichen Blocks (Nr. 1 und 2) ist der Platz durch analog gestaltete Doppelhäuser gegliedert.
- Nr. 2: Dieses Haus stammt aus dem Jahr 1912 von Adolf Stöckl, heute ist darin eine Zweigstelle des Arbeitsmarktservices untergebracht.
- Nr. 3 und 4 (Uchatiusgasse 8 bzw. Czapkagasse 11): Dieses Doppelhaus stammt aus dem Jahr 1912 von Emil Reitmann. Es in blockhaften neoklassizistischen Formen gehalten. Oberhalb der Portalzone sind die Erker durch breitgezogene Balkone verbunden, die Mittelachse ist jeweils durch einen Dreiecksgiebel an den Dachgeschoßen betont. Die Portalzone ist mit Halbsäulen gegliedert, auf denen sich Vasen befinden.
- Nr. 5 und 6 (Czapkagasse 9 bzw. Uchatiusgasse 6): Dieses Doppelhaus wurde 1911 von Josef Hackhofer errichtet. Der Bau wird durch risalitartige Erkerbauten gegliedert, die durch kleine Giebel bekrönt werden. Die langgezogenen Balkone ruhen teilweise auf Konsolen, die barockisierenden Portale sind mit Säulen flankiert. Die drei oberen Geschoße sind reicher dekoriert als die Sockelzone. Im Foyer des Hauses Nr. 5 ist die Messingdekoration original erhalten.
- Nr. 7 und Nr. 8 (Uchatiusgasse 7 bzw. Geusaugasse 14): Auch dieses Doppelhaus aus dem Jahr 1912/13 stammt von Hackhofer. Oberhalb der Sockelzone sind die durchwegs genuteten Fassaden in den Mittelachsen durch undulierende Balkone auf Konsolen und dorischen Riesensäulen gegliedert. Nach Achleitners Meinung verleiht gerade dieses Balkonmotiv den Häusern eine monumentale und großstädtische Wirkung.[3] Für die Autoren der Kunsttopographie zeigen die Bauten trotz ihrer gemäßigten Fortschrittlichkeit die Tendenz, die Stilauffassung des Späthistorismus zu überwinden.[4]

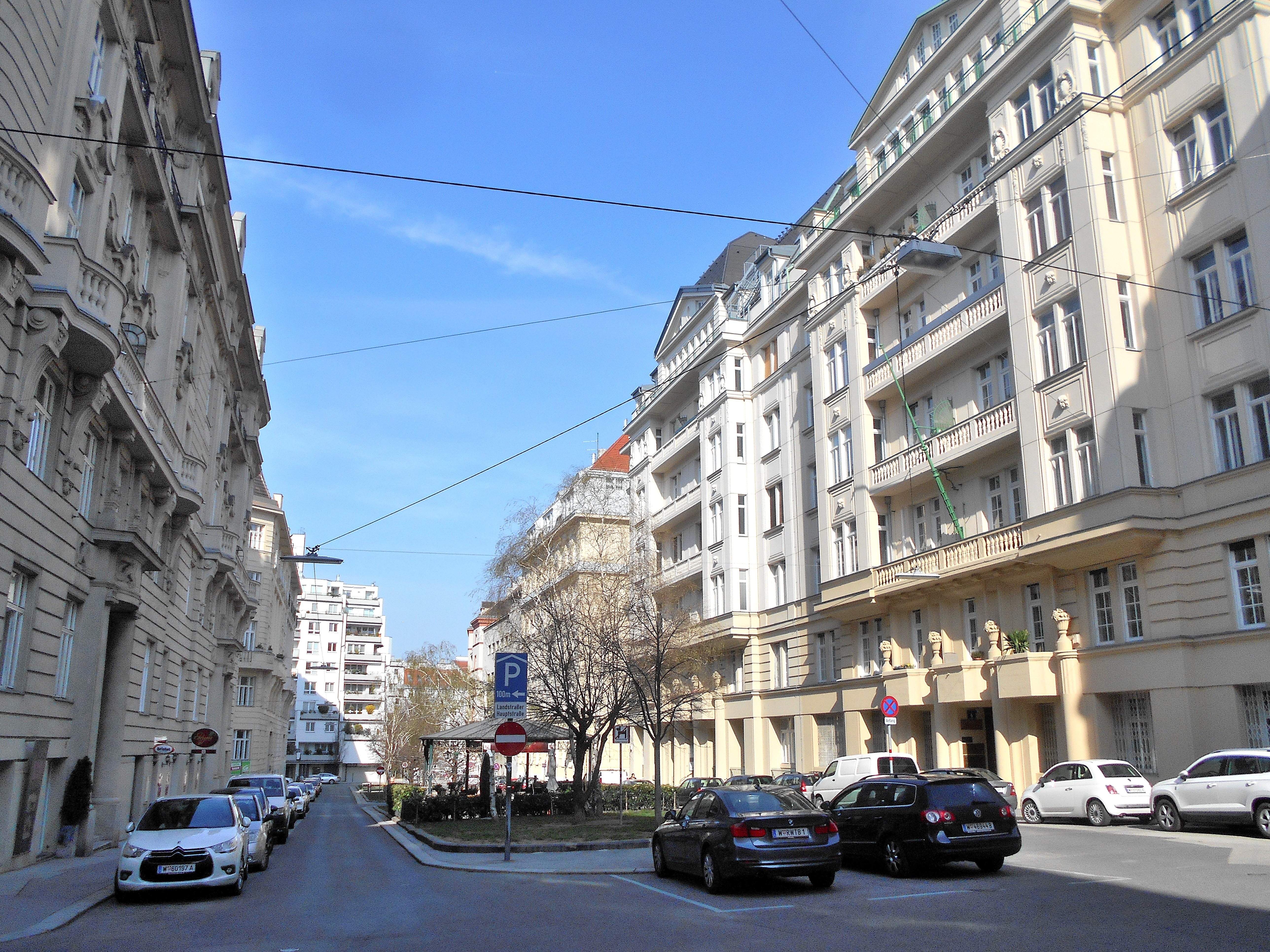
Gesamtansicht des Platzes
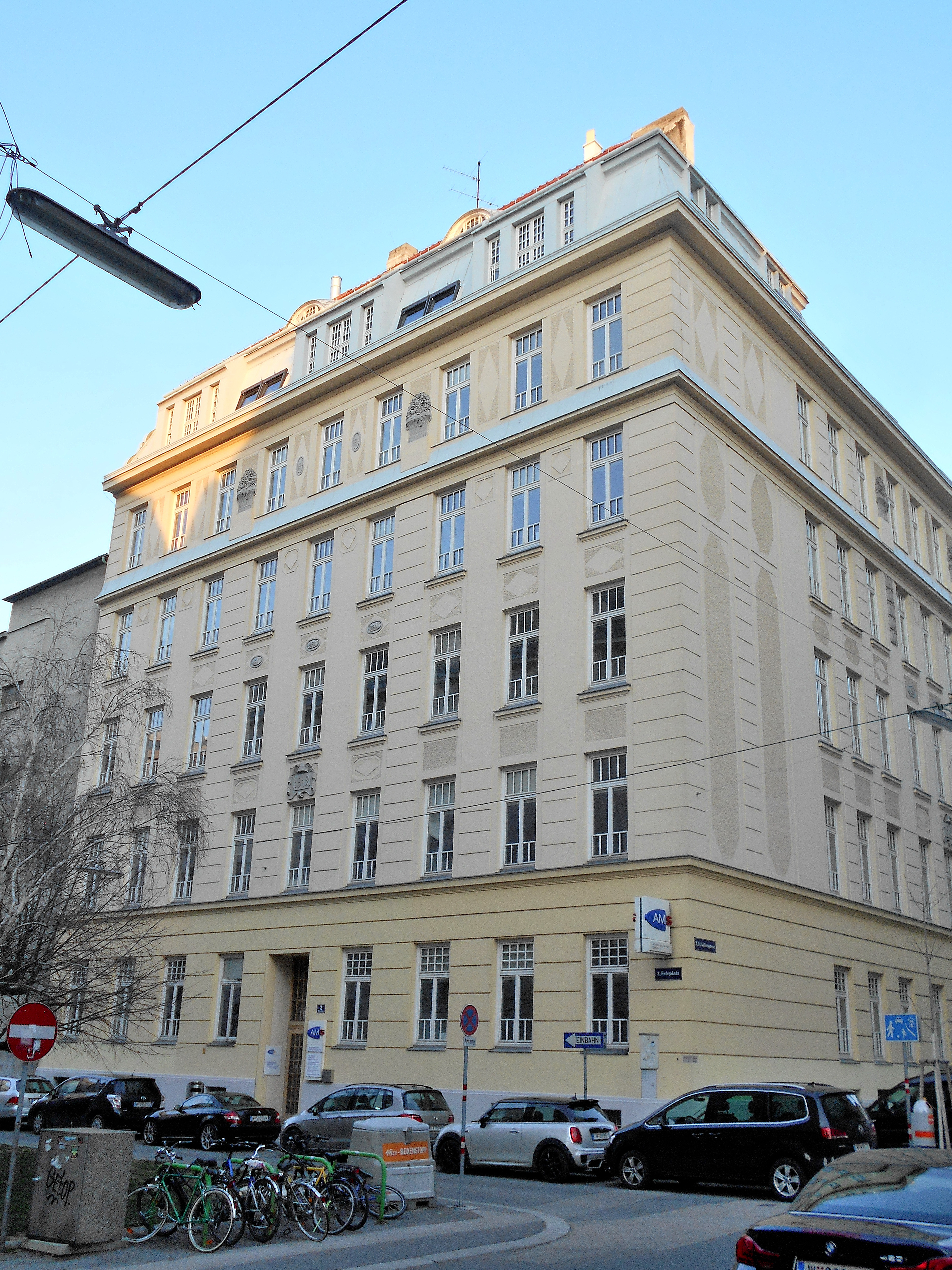
Nr. 2
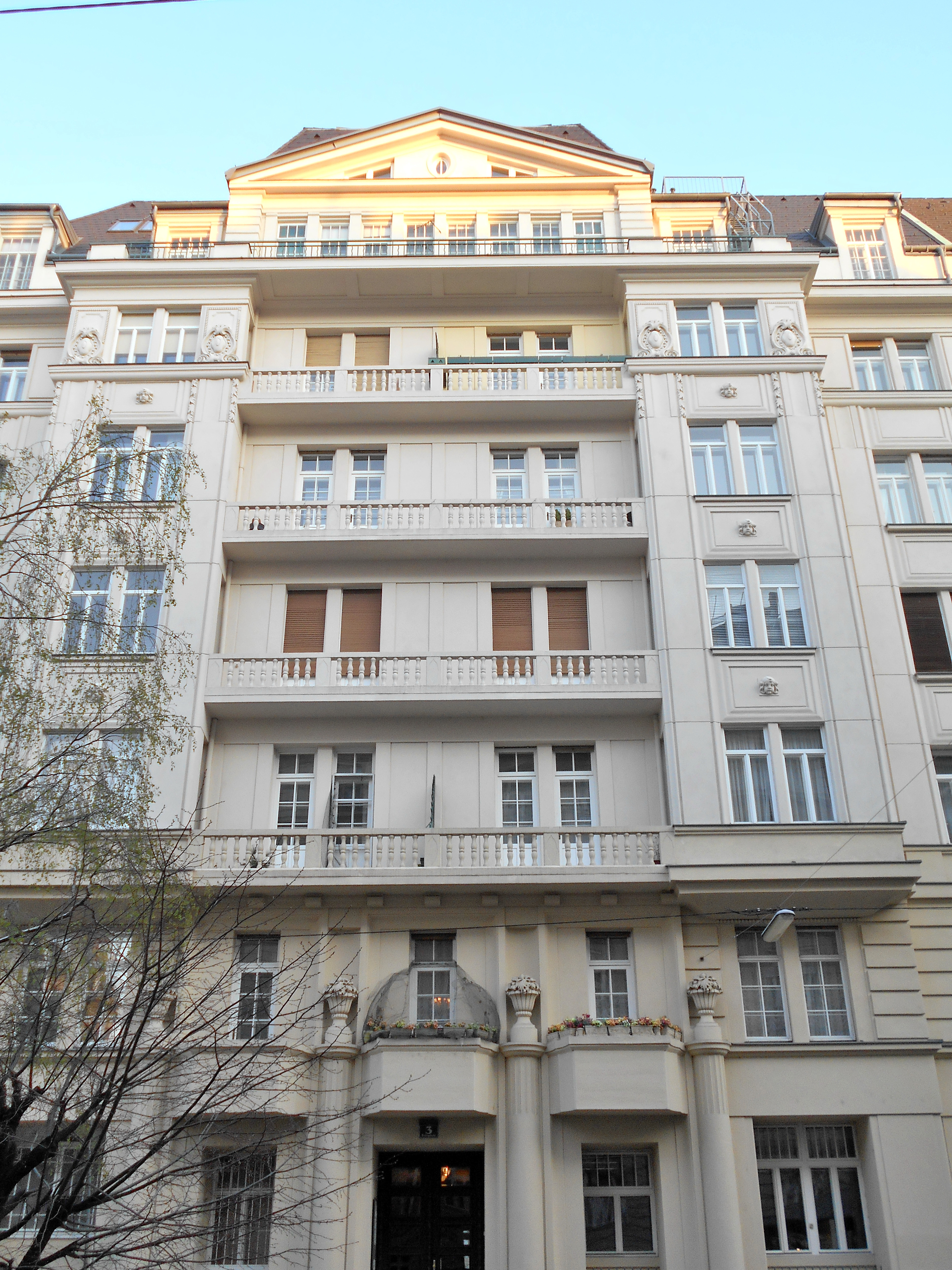
Nr. 3
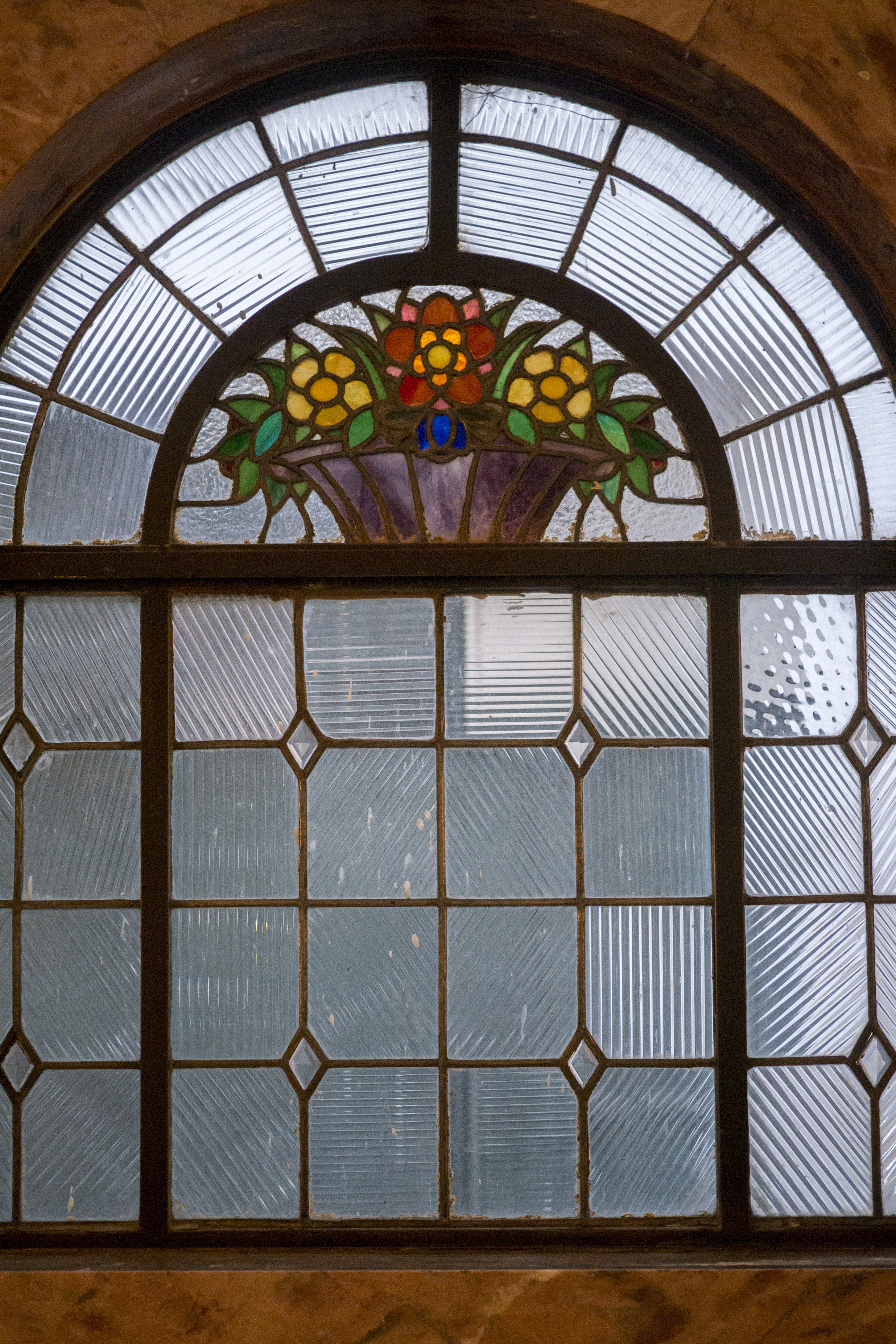
Glasmosaik im Haus Nr. 4 von Leopold Forstner
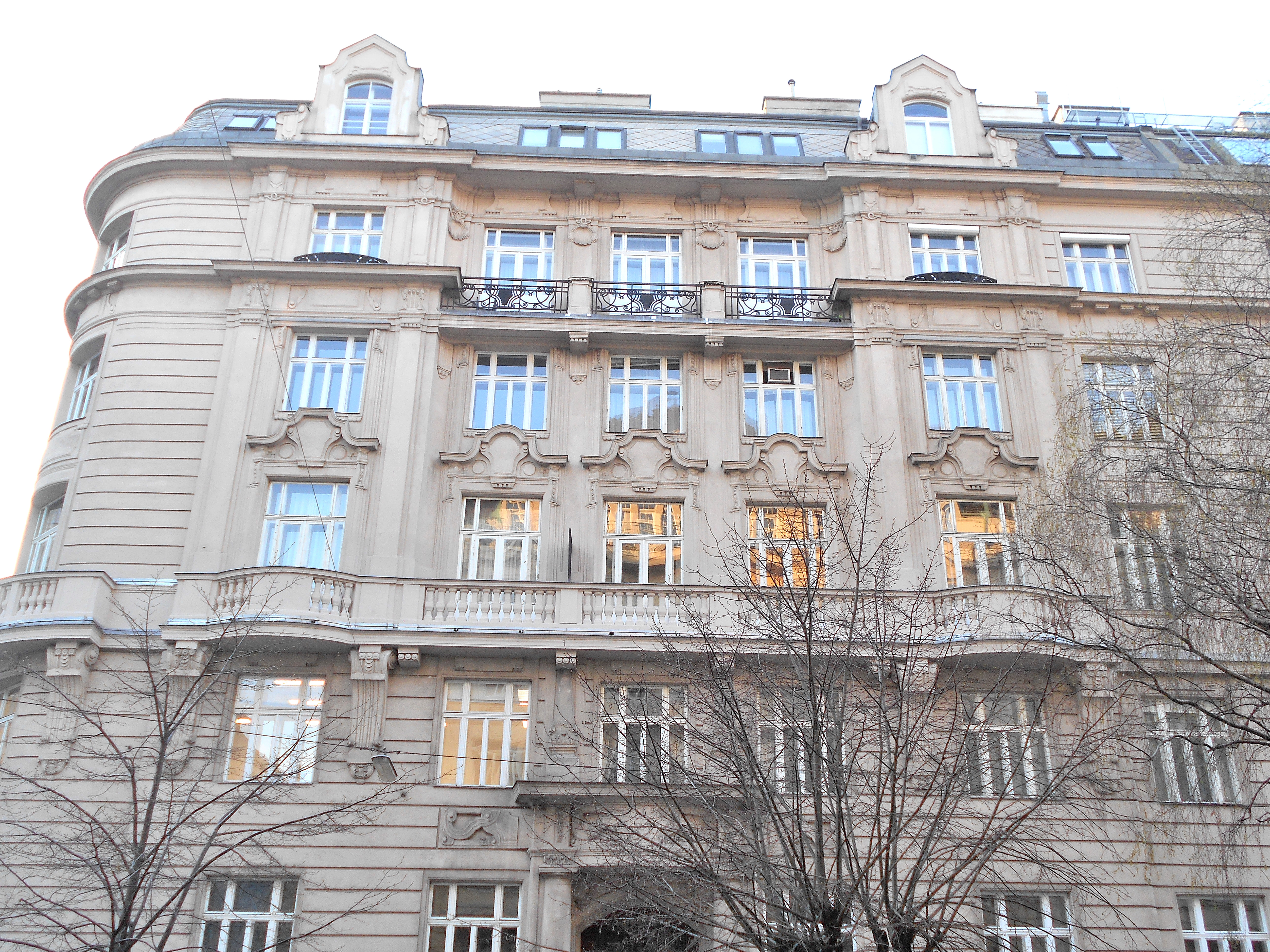
Nr. 5
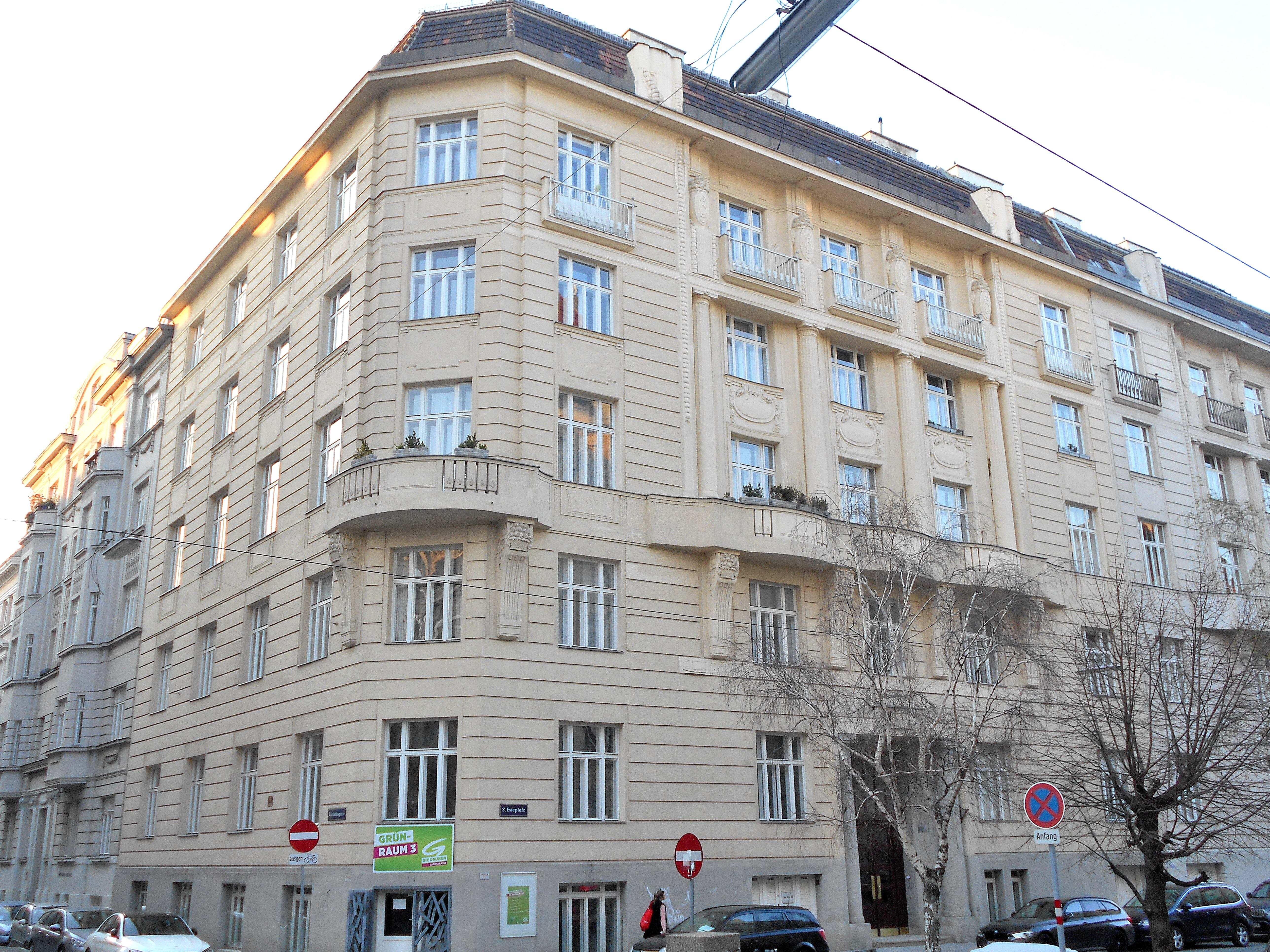
Nr. 7
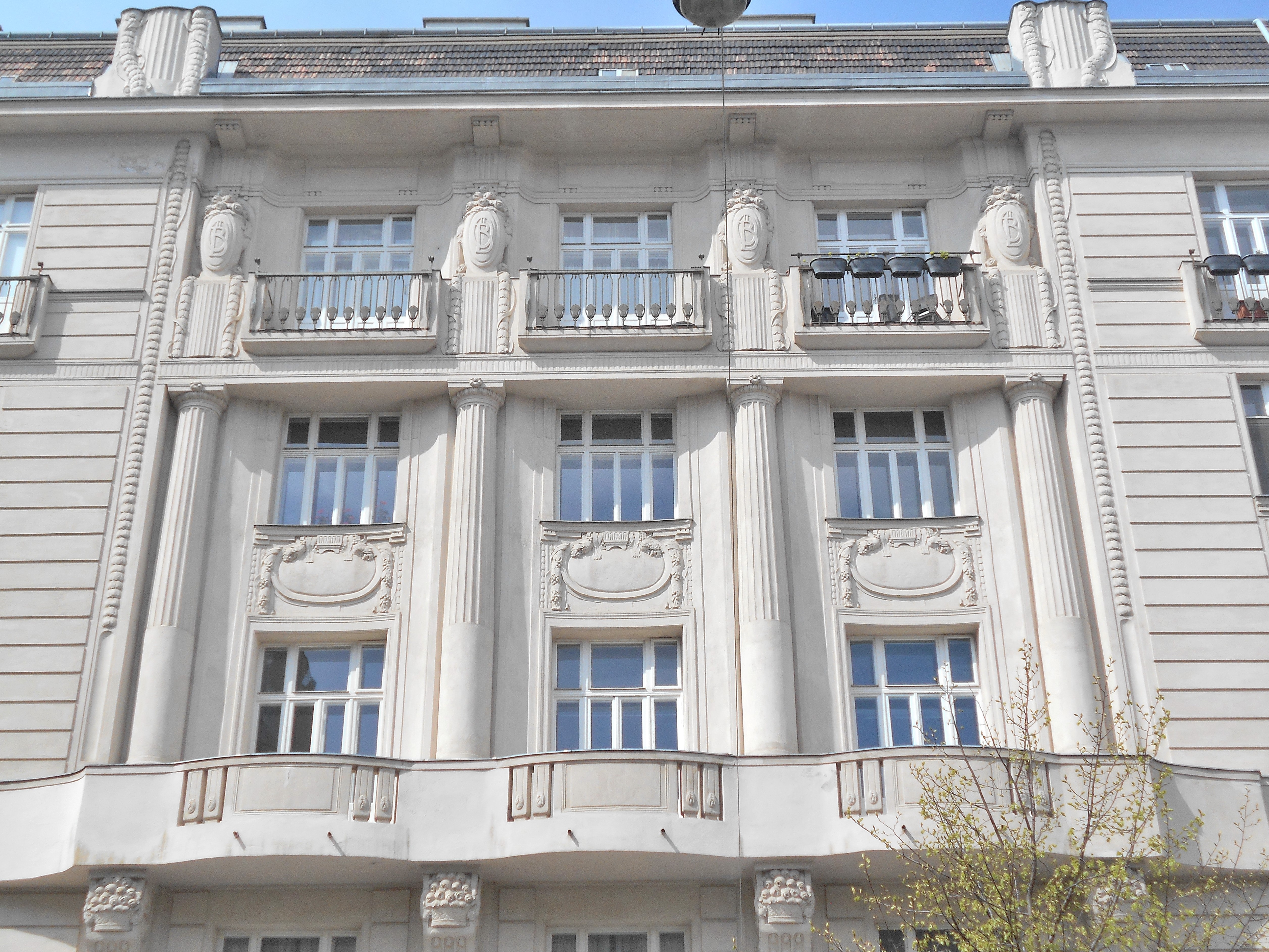
Balkone am Haus Nr. 8

Der 2012 verstorbene Franz West hatte sein Atelier im Haus Esteplatz 3, im Dezember 2022 wurden fünf Skulpturen von ihm in der hiesigen Grünanlage aufgestellt.

## Weyrgasse
Die Weyrgasse wurde 1909 angelegt, hieß ursprünglich Estegasse und wurde 1919 nach Rudolf Weyr benannt. Sie besteht aus zwei kurzen Verbindungsstücken, wobei nur das untere zur Landstraßer Hauptstraße zum Ensemble des Esteplatzes zu zählen ist. Der obere Teil zur Marxergasse hin hat eine jüngere Bebauung, bemerkenswert ist das Haus Nr. 3 aus dem Jahr 1924 von Ernst Egli und Walter Raschka, das in einem ähnlichen Stil wie die gleichzeitigen Gemeindebauten gehalten ist.
- Nr. 6 und 8 (Czapkagasse 10 bzw. Landstraßer Hauptstraße 23): Dieses Doppelhaus wurde 1912 von Leopold Fuchs erbaut und beherrscht die nähere Umgebung. Die Fassade wird durch leicht vortretende Risalite mit geschwungenen Dachgiebeln und eine stilisierte Pilasterordnung rhythmisiert. In den Parapetfeldern befinden sich Ornamentformen der Wiener Werkstätte. Unterhalb des Dachgiebels in der Landstraßer Hauptstraße und in der Mittelachse zur Weyrgasse hin stehen expressionistisch gestaltete Atlanten, die an das Zacherlhaus erinnern und auch tatsächlich ebenfalls von Franz Metzner stammen dürften.[6] Das Portal in der Weyrgasse mit dorischen Halbsäulen und einer Reiterfigur am Keilstein führt in ein elegantes Foyer und Treppenhaus, in dem die Beleuchtungskörper noch original erhalten sind. Insgesamt gilt der Bau als beachtenswertes Beispiel eines expressiven Neoklassizismus.[7]
- Nr. 7 und 9 (Czapkagasse 12 bzw. Landstraßer Hauptstraße 27): Die beiden Häuser stammen aus dem Jahr 1912 von Siegfried Kramer.

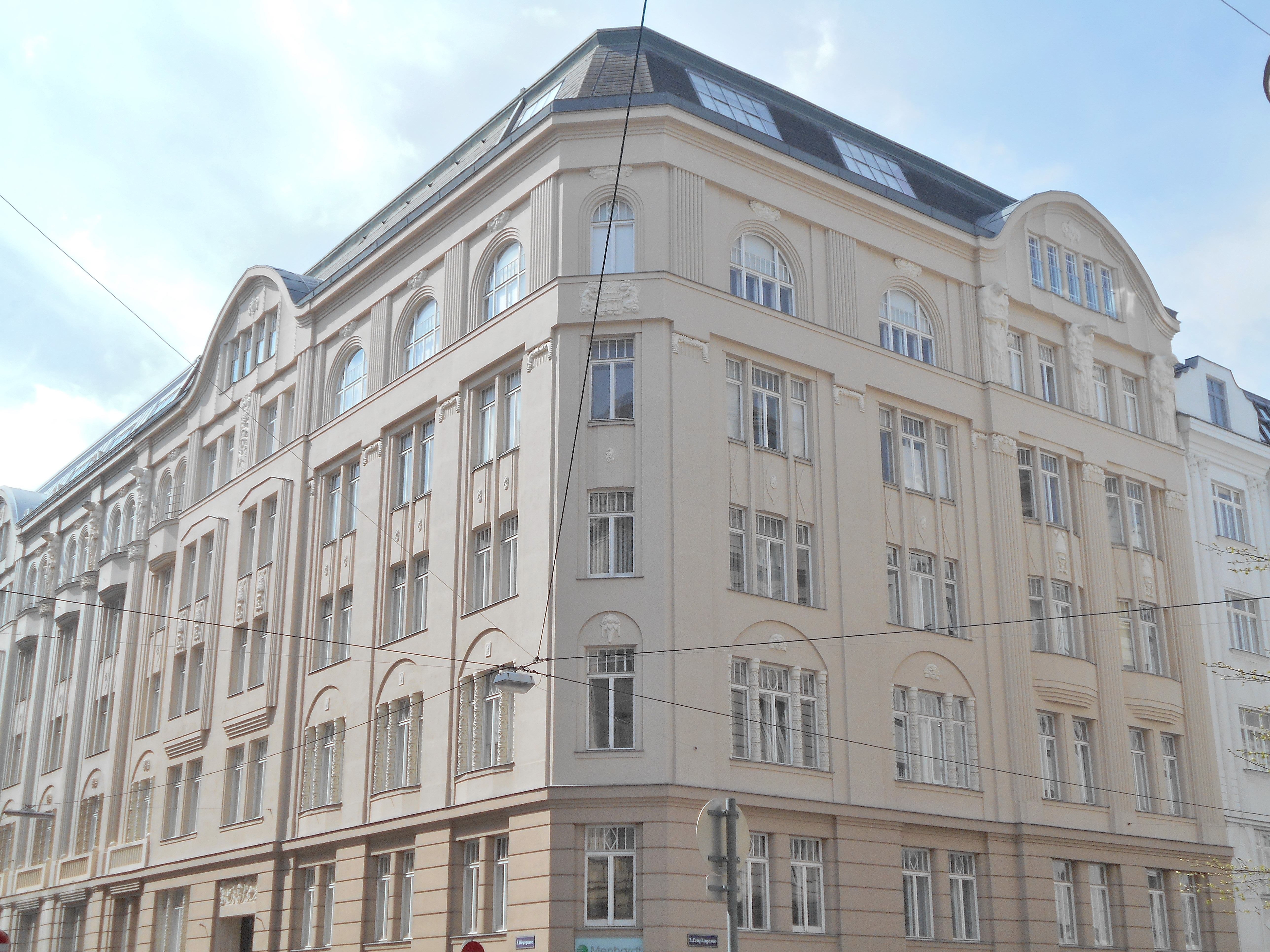
Nr. 6–8
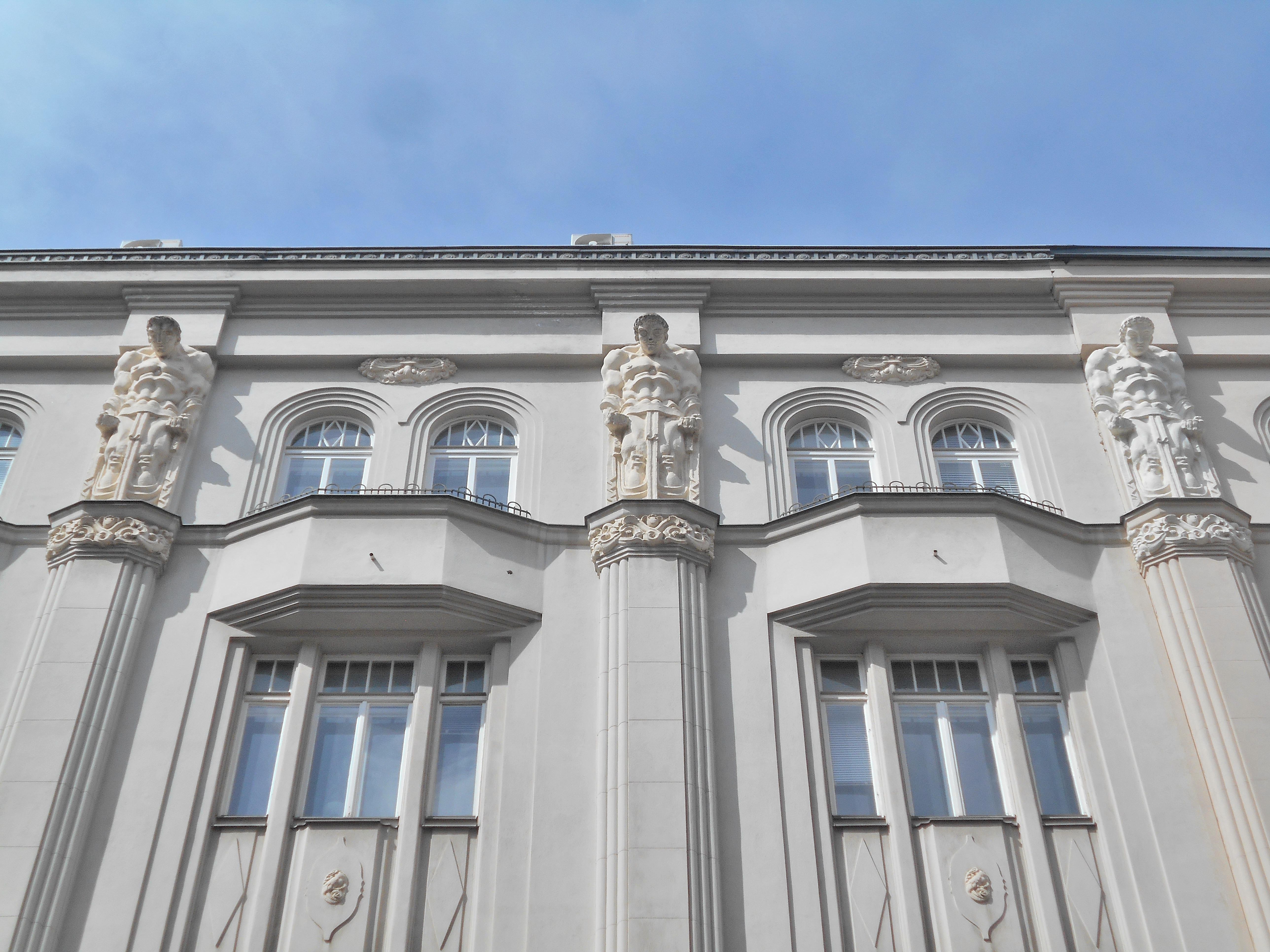
Die Atlanten
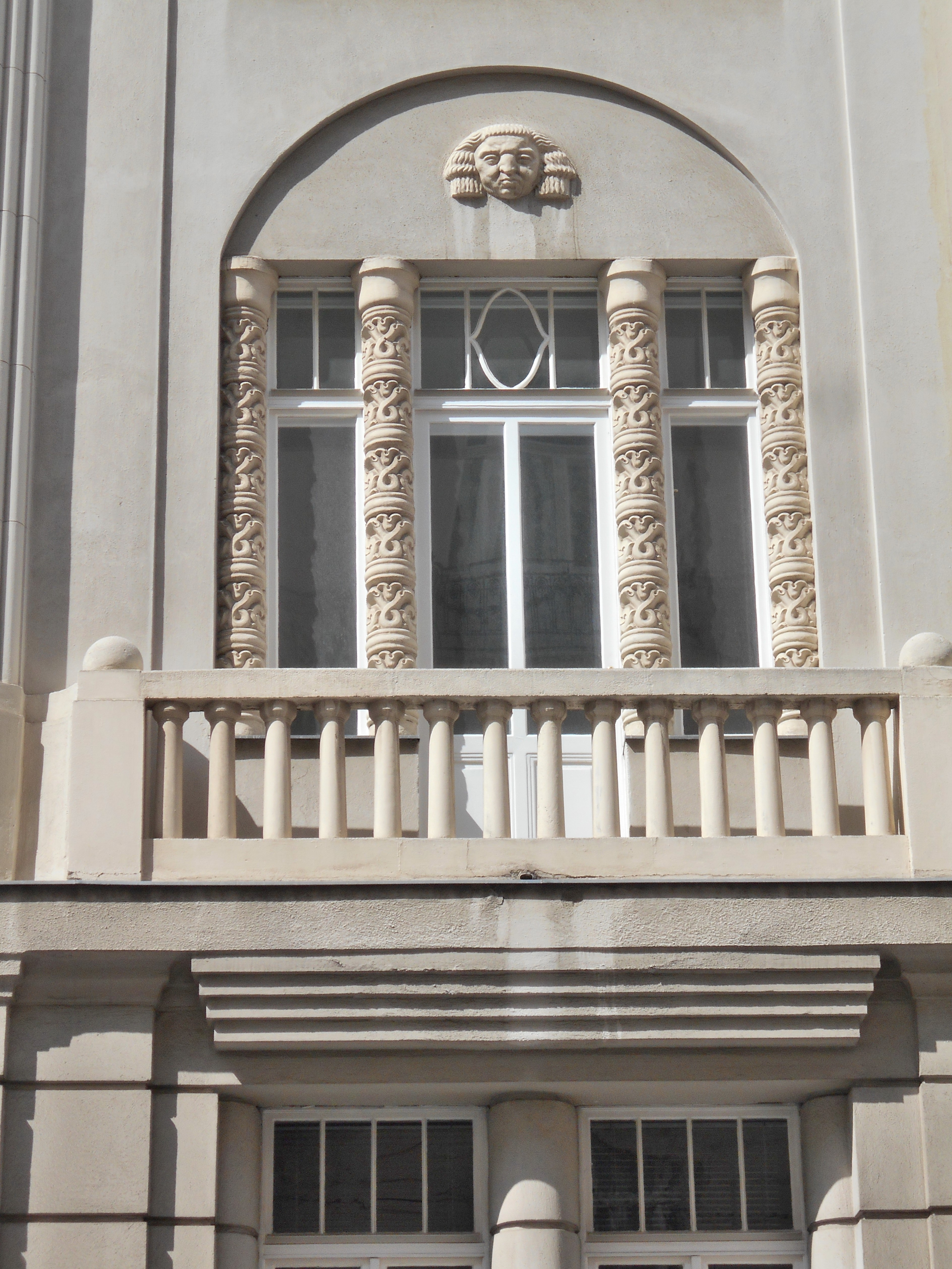
Fassadendetail von Nr. 6–8
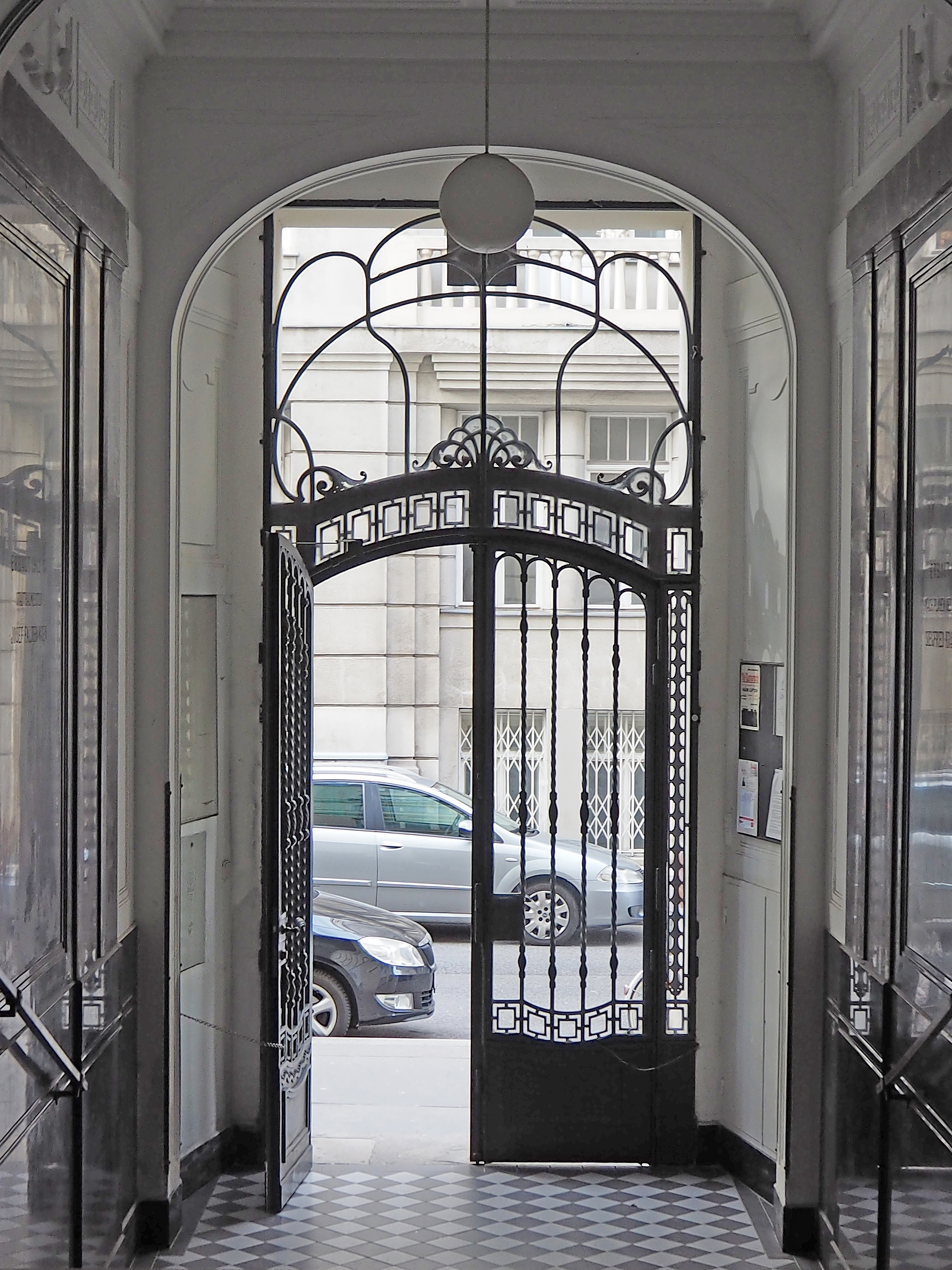
Eingangsbereich des Hauses Weyrgasse 9

## Geusaugasse, Uchatiusgasse, Czapkagasse und Landstraßer Hauptstraße
In den Quergassen zum Esteplatz und in der Landstraßer Hauptstraße setzt sich das Ensemble Richtung stadteinwärts jeweils ein Haus weiter fort. Alle diese Bauten stammen von Karl Haybäck, der Fassadendekor ist jeweils von der Wiener Werkstätte beeinflusst.
- Geusaugasse 12: Bei diesem Haus aus dem Jahr 1910 wird die Fassade durch flache Erker gegliedert. Der Dekor besteht aus Zöpfen und geometrischen Formen.
- Uchatiusgasse 4: Dieses 1912 entstandene Haus weist eine Neoempire-Dekoration und einen Frontispiz auf.
- Uchatiusgasse 5: Die Fassade des bereits etwas früher (1909) entstandenen Hauses wird durch polygonale Erker gegliedert. Die vier korinthischen Pilaster neben dem Portal sind durch Rosengirlanden verbunden.
- Czapkagasse 7: Der Bau aus dem Jahr 1911 ist durch Erker und seitliche Giebel gegliedert. Im Geschoß unter den Erkern befinden sich schmiedeeiserne Balkone mit Sonnenblumenmotiven. Ranken und Girlanden schmücken die Fassade, auch in den Putzfeldern und den stabartigen Gliederungselementen. Auch hier sind im Stiegenhaus farbige Glasfenster erhalten.
- Czapkagasse 8: Der 1911 entstandene Bau ist das Pendant zum Haus Landstraßer Hauptstraße 21, von dem er durch einen Hof getrennt ist. Neben den beiden hohen Erkern befinden sich über drei Geschoße gehende Viertelsäulen mit Kapitellen, die ähnlich wie bei Nr. 7 stilisierte Ranken aufweisen.
- Landstraßer Hauptstraße 21: Der 1912 entstandene Bau weist flache Seitenerker auf, die Lisenen der beiden Mittelachsen enden beim obersten Geschoß, das mit Rankendekor eingefasst ist.

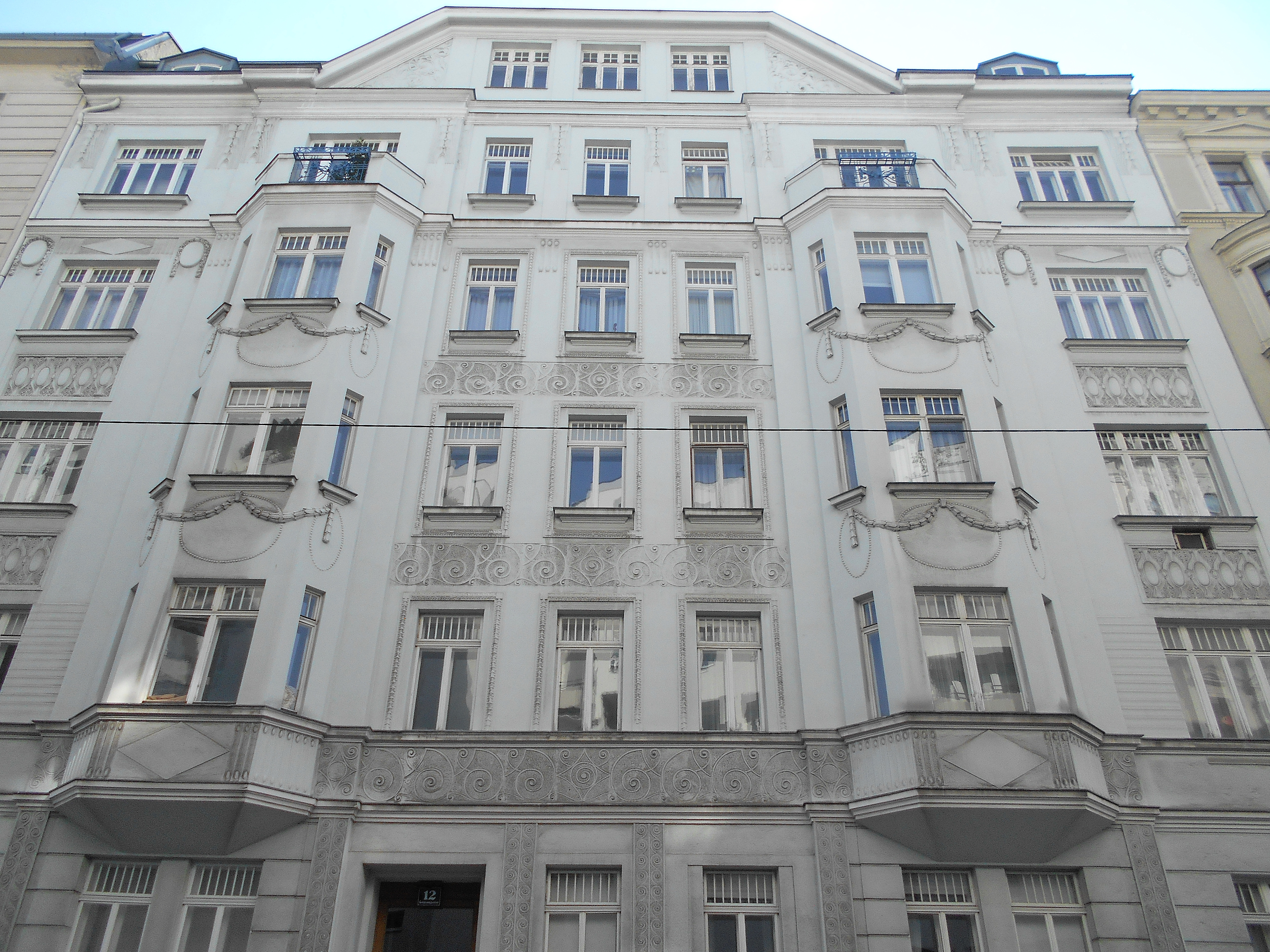
Geusaugasse 12
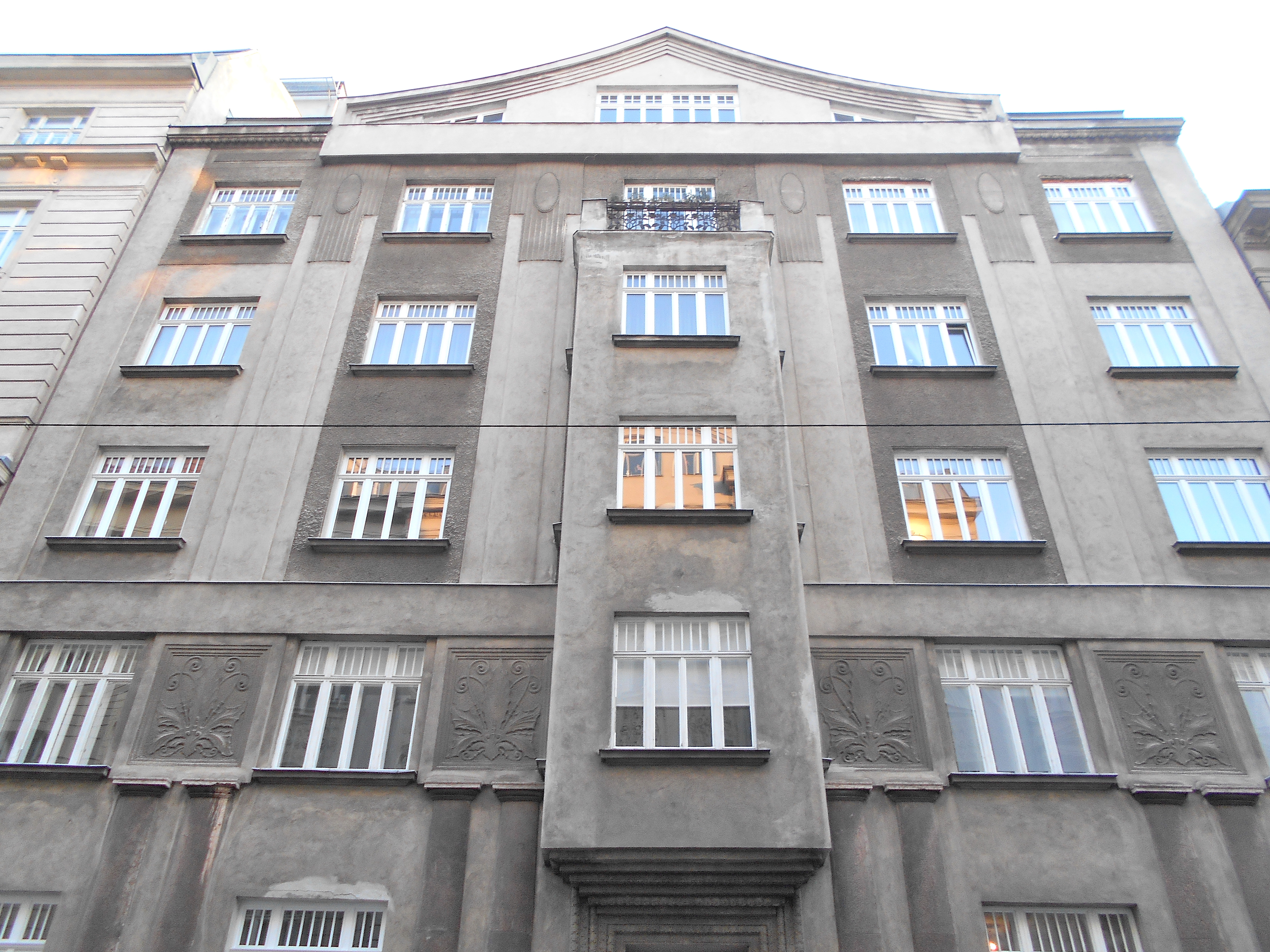
Uchatiusgasse 4
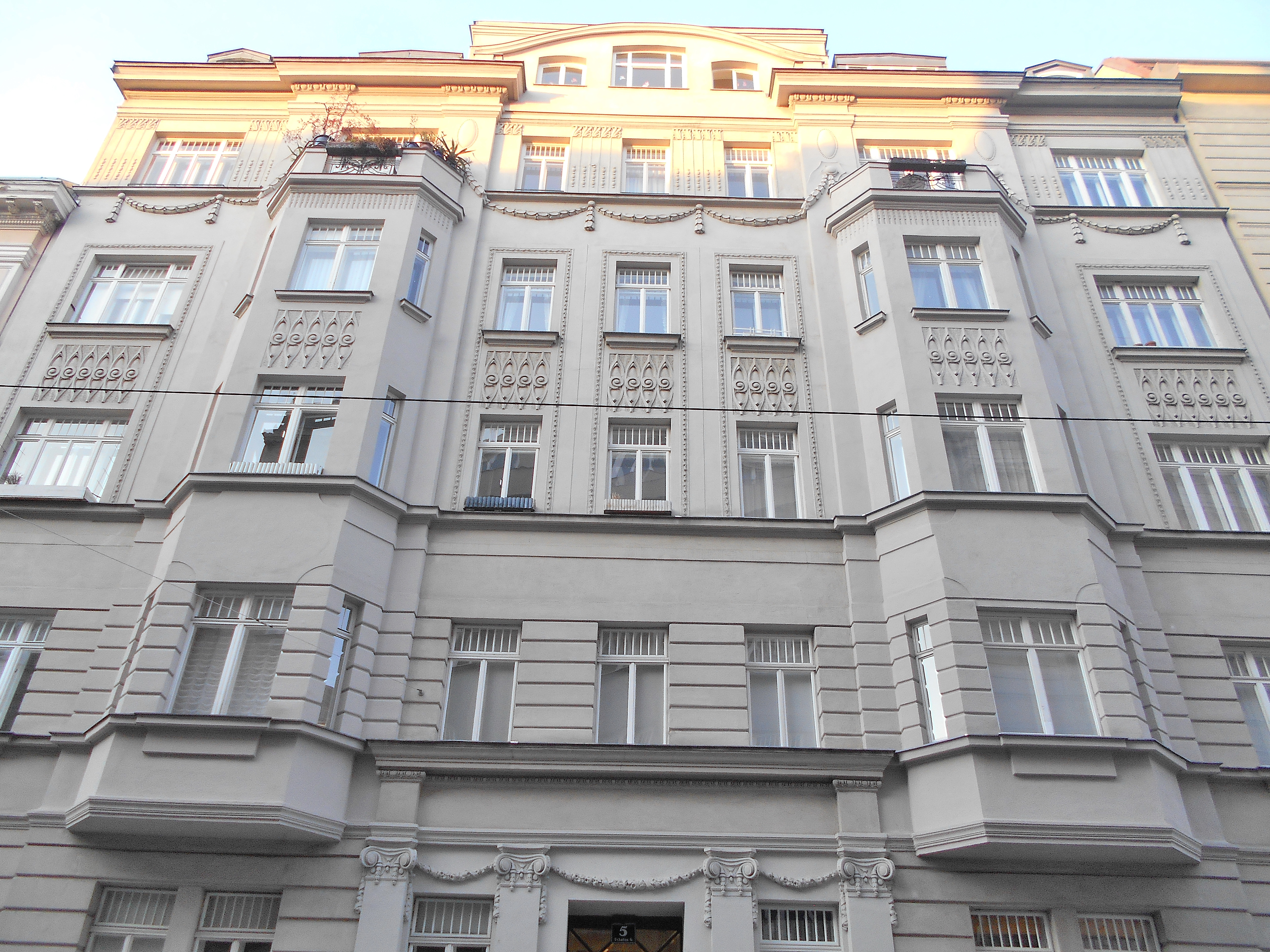
Uchatiusgasse 5
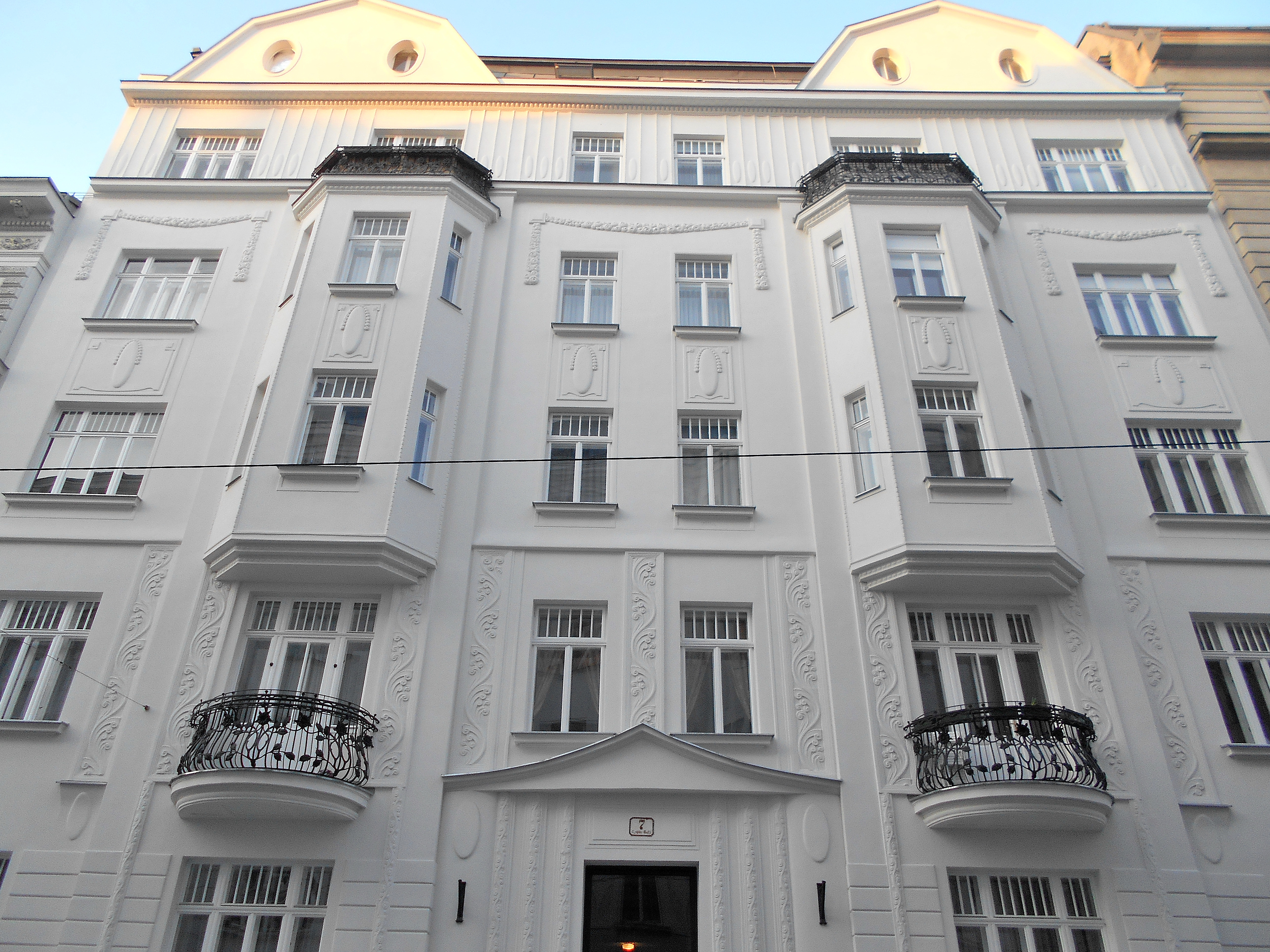
Czapkagasse 7
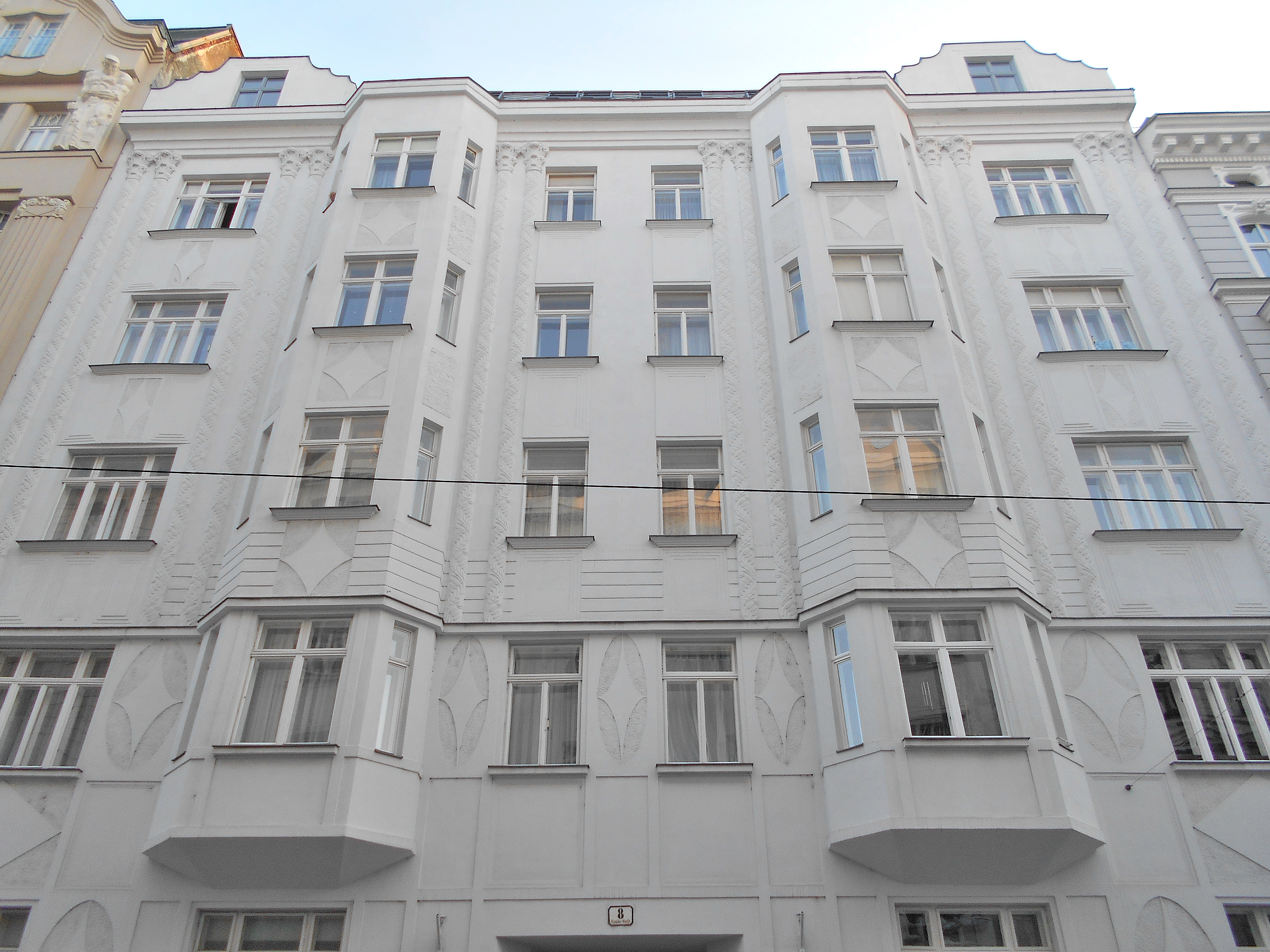
Czapkagasse 8
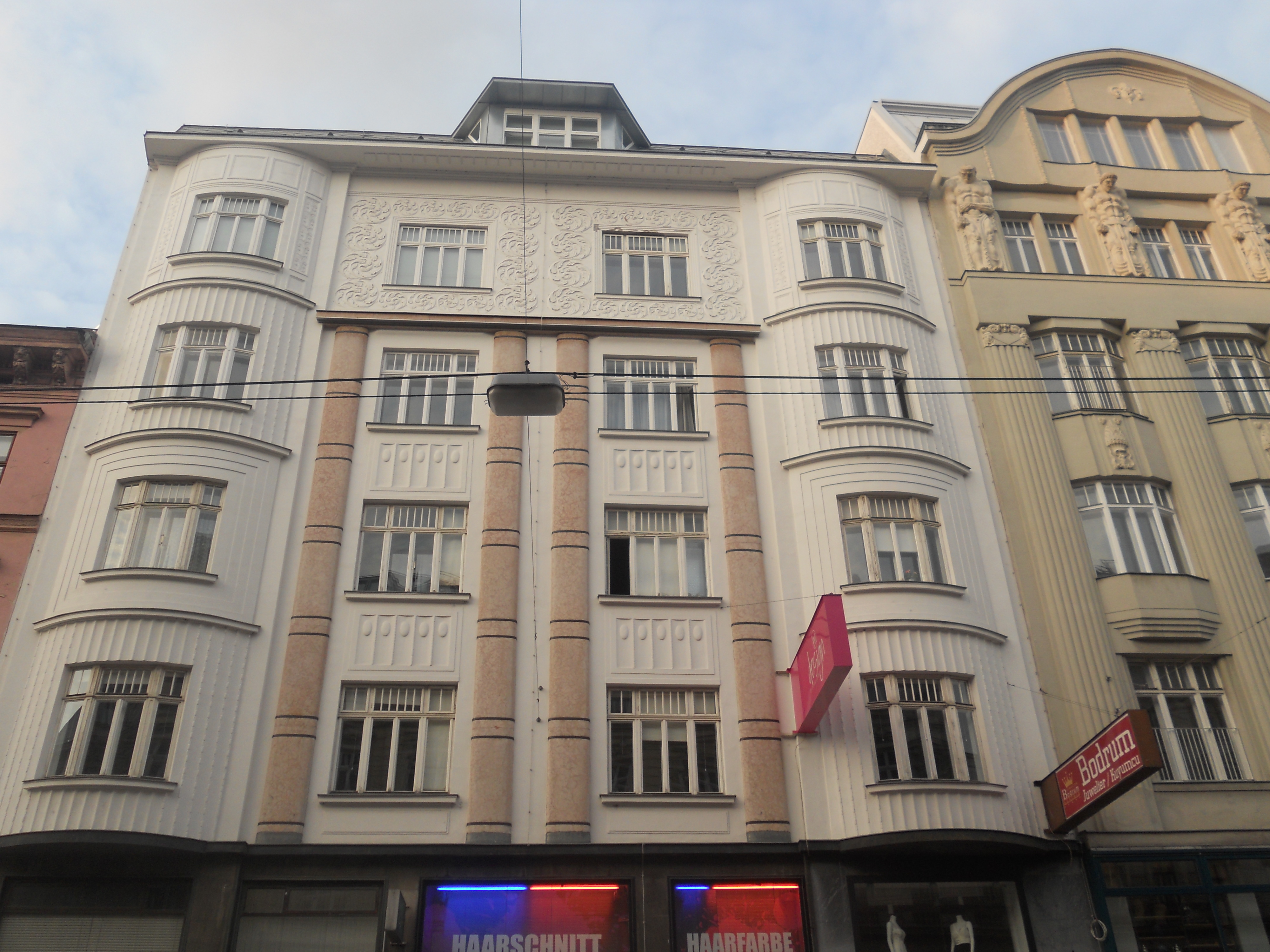
Landstraßer Hauptstraße 21